# Produktivita
Produktivita v ekonomii (existuje více výkladů pojmu „produktivita“, kupř. i v lingvistice nebo v biologii; zde se rozebírá z hlediska ekonomie jako vědy) je vztah mezi výsledkem a energií potřebnou k dosáhnutí tohoto výsledku. Míra efektivnosti spočívá v poměřování vstupů neboli zdrojů k výstupům z dané ekonomické činnosti. V ekonomickém vnímání tak jde o míru zapojení a využití zdrojů ve vztahu k výsledkům ekonomické činnosti (produkce) jako jsou výrobky nebo služby.

## Efektivnost zapojení zdrojů

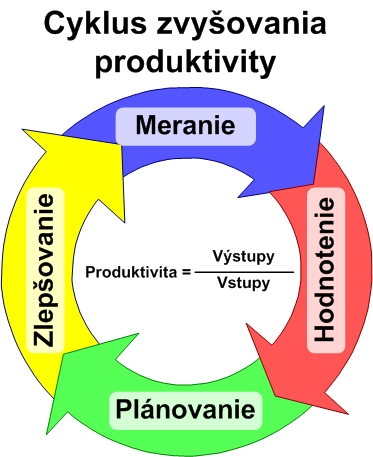
Cyklus zvyšování produktivity: měření – hodnocení – plánování – zlepšování

Produktivita se označuje též jako efektivnost zapojení zdrojů, přičemž vložené prostředky se nazývají vstupy a velikost užitku výstupy. Pakliže označíme efektivnost symbolem {\displaystyle Ef_{x}}, vstupy symbolem {\displaystyle X} a výstupy {\displaystyle Y}, pak platí obecný vzorec: {\displaystyle Ef_{x}={\frac {Y}{X}}}.
Produktivita je především hospodářský ukazatel, jeho podstatou je měření výkonnosti některého z výrobních faktorů. Výrobní faktory, to jsou zdroje, které jsou potřeba k tomu, abychom mohla probíhat výroba (produkce):
- Přírodní zdroje: půda, nerostné bohatství, lesy, voda,
- Práce: souhrn fyzických a duševních schopností člověka, které vynakládá,
- Kapitál: vše, co se dá ocenit financemi a vložit do podnikání, peníze,
- Informace: data a intelektuální kapitál,
- Znalosti: formální, tedy získané vzděláváním, a skryté, tedy získané zkušenostmi, poznáním, učením se, atp.

V ukazateli produktivity je poměřován výstup ve fyzických jednotkách se vstupem ve fyzických jednotkách, a to vše za určitou dobu. Fyzické jednotky označují množství v kusech, kilogramech, pracovních hodinách, strojových hodinách. Výsledkem je změřená schopnost jednotky vstupu k produkci určitého množství výstupu za daný čas.
Znázorní-li se hospodářská činnost jako fungování hospodářského systému, pak vstupy (inputs) jsou vynakládané prostředky, které si organizace nakupuje na trhu, a výstupy (outputs) výsledky nebo dosažené cíle, které se dají ocenit ve finančních jednotkách.

## Produktivita práce
Produktivita práce je jedním z častých ukazatelů v podnikové praxi. V ní se vyprodukované množství výrobku měří počtem pracovních hodin, co se rovná produktivitě práce v kusech za jednu hodinu. Vyprodukovaný výstup, kupř. počet výrobků za směnu v kusech se podělí počtem pracovníků a získá se produktivita jednoho pracovníka za směnu.
Jednofaktorová analýza – nejběžnější ukazatel produktivity práce, určitou veličinu poměřujeme vždy pouze k jednomu faktoru – např. objem vyrobených výrobků za hodinu práce, tržby nebo čistý zisk na 1 pracovníka, nebo počet hodin strávených jedním člověkem na projektu, atd., a srovnáváme s předchozím obdobím nebo s jiným pracovníkem, nebo s konkurencí, abychom zjistili odchylky od předchozího vývoje.
Vícefaktorová analýza – multiplikační – ukazuje poměr skutečné hodnoty výstupu na kombinovaných vstupech, převážně práce a kapitálu. Někdy jde jenom o souhrn výrobních faktorů. Je to lepší ukazatel, protože měří, jak se hlavní výrobní faktory, práce a kapitál, spájejí za účelem generování vyššího výstupu. Nevýhodou je, že se z ní nedá zjistit, který z faktorů se na zvýšení nebo snížení produktivity podílel.
Faktory, které ovlivňují produktivitu práce:
- přírodní a klimatické podmínky,
- technologie,
- kvalifikace pracovníků,
- motivace pracovníků,
- organizace řízení.

Stejným způsobem se může měřit produktivita stroje, zařízení, počítače nebo procesoru, atd. Základem měření jsou tu fyzické, nikoli peněžní jednotky vstupu.

## Produktivita půdy
Dle fyziokratů bohatství pocházelo pouze z práce na půdě. Ústřední myšlenkou fyziokratizmu fyziokratizmus bylo, že zemědělství je jediným odvětvím, které je produktivní. V tom smyslu, že vytváří větší hodnotu, než jakou samo spotřebovává. Odvozovali ji z toho, že pouze zemědělství je zdrojem renty, z níž může žít nečinná třída vlastníků půdy. Dle nich zemědělství dokázalo vytvářet čistý produkt (produit net), nabývající podobu rent, které dostávali vlastníci půdy a ten představoval dodatečné bohatství. Proto považovali zemědělství za produktivní sektor a za jediný zdroj bohatství.
Podle klasické ekonomie byla půda jedním z výrobních faktorů a setkává se na trhu výrobních faktorů, měla svou cenu, tzn. rozumí se cena, která je spojena se službou tohoto faktoru, tzn. s jeho pronájmem. V případě půdy se platí pachtovné a cenou je sazba pozemkové renty. Výši pozemkové renty určuje její výše sazby a množství pronajaté plochy. Protože nabídka půdy v zemi je fixní, ovlivňuje výši renty převážně poptávka. Čistá ekonomická renta je cena fixního faktoru. Cena půdy vhodné pro pěstování obilí je vysoká, protože vysoká je cena obilí. Protože nabídka půdy je neelastická, bude půda obdělávaná vždy, ať už jí konkurence přiřadí jakoukoli cenu. Hodnota půdy je tedy zcela odvozena od hodnoty produktu a nikoli naopak.
Naopak podle marxistické ekonomie jakmile byla dána kapitalistická výroba, za jinak stejných podmínek a při dané délce pracovního dne se mění velikost nadpráce podle přírodních podmínek práce a zejména podle úrodnosti půdy.
Dnes půda jako zemědělsky zpracovávaný pozemek je dnes již velice vzácný obchodní statek. Podle poslední studie organizace FAO (Food and Agricultural Organization) dochází k intenzivnější degradaci půd v mnohých oblastech světa. Vědci k studii využili hlavně satelitní údaje za posledních 20 roků. Podle jejich zjištění degradace půd postihuje asi 20 procent všech obdělávaných půd, 20 procent lesů a 10 procent travnatých porostů. Jako obchodní statek je v tržní ekonomice více využíván pozemek, tedy plošní výměra v závislosti od možností využití pozemků, od výstavby cest a dálnic, přes výstavbu obytných areálů, průmyslových parků, po turistické resorty atd. Produktivita pozemku tady závisí od blízkosti atraktivních center, dopravní a jiné infrastruktury, nebo od vzdálenosti k urbanizaci, od projektů využití pozemku, co všechno svědčí více o produktivitě spojené s využitím pozemku než o produktivitě samé půdy.

## Produktivita kapitálu podle klasické ekonomické teorie
Čistá produktivita kapitálu je příjem, který připadá na jednotku vloženého kapitálu. Není to vlastně nic jiného než úrok. Matematicky vyjádřeno, v podmínkách dokonalé konkurence (kdy všichni mají rovné podmínky):
{\displaystyle MPKxp=MRP}
kde „MRP“ je cena kapitálu (úrok) nebo příjem z mezního produktu (marginal revenue product), „MPK“ je marginální (mezní) produkt kapitálu a „p“ je cena.
V podmínkách nedokonalé konkurence (kdy se podmínky u jednotlivých podnikatelů liší):
{\displaystyle MPKxMR=MRP}
kde „MR“ je mezní produkt (marginal product).
Úrok, resp. úroková míra určují poptávku po kapitálu. Když čistá produktivita kapitálu je vyšší než trhová úroková míra, podnikatel si kapitál půjčí a zapojí kapitál do produkce. Když je čistá produktivita kapitálu nižší než trhová úroková míra, podnikatel si nepůjčí a radši vkládá kapitál do banky.
Poptávka po výrobních faktorech je určována mezními produkty a příjmy z mezních produktů, přičemž na trhu faktorů (faktory jsou zdroje jako půda, práce, kapitál) jsou na straně nabídky domácností (jako vlastníci půdy, kapitálu a práce) a na straně poptávky podnikatelé (firmy) jako producenti. Kapitál jsou hmotné a nehmotné statky, je to druhotní výrobní faktor, liší se od ostatních tím, že je výsledkem výrobní činnosti. Výchozí formou kapitálu je peněžní forma kapitálu, která se člení na potenciální kapitál (naakumulované úspory v bankách) a reálný kapitál (úspory, které se půjčují jako úvěr).

## Posun v produktivitě tradičních zdrojů
V polovině sedmdesátých let se světová ekonomika změnila z ekonomiky mezinárodní v ekonomiku transnárodní (dnes nazývaná globální). Stala se dominantním faktorem, do značné míry ovládajícím ekonomiku národních států. Je utvářena místo obchodem zboží a službami především peněžními toky. Ty mají svou vlastní dynamiku. Tradiční i zde jmenované výrobní faktory (zejména půda a práce) hrají v této globální ekonomice podružnou roli. Ani peníze, které nabyly transnárodního charakteru a jsou univerzálně dostupné, už nejsou nejproduktivnějším výrobním faktorem, který by mohl jedné zemi poskytovat na světovém trhu konkurenční výhodu před jinými. Rozhodujícím „výrobním faktorem“ se stalo řízení, management, na němž je třeba stavět konkurenční postavení. Jak ale měřit produktivitu v ekonomii? Drucker bádal dál a v jeho díle lze nalézt odpověď.

## Produktivita znalostí
Peter Ferdinand Drucker nejenom osvětlil jiný náhled na Tayolorovu teorii vědeckého řízení, ale definoval produktivitu založenou na znalostech jako nejefektivnějším ekonomickém zdroji pro 21. století:
„Základním ekonomickým zdrojem, ′výrobním prostředkem′, již není kapitál, nejsou jím ani přírodní zdroje (ekonomicky řečeno ′půda′),není jim ani ′práce′. Jsou a budou jím znalosti. Hlavním nástrojem tvorby bohatství nebude ani jeden ze dvou pólů ekonomické teorie 19. století, ať již jde o teorii klasickou, marxistickou, keynesiánskou nebo neoklasickou, totiž rozmísťování kapitálu s cílem jeho produktivního využití, či ′práce′. Hodnota je nyní vytvářena prostřednictvím produktivity a inovací, přičemž oba tyto faktory představují aplikaci znalostí v pracovním procesu.“
P. F. Drucker
Jeho pracovník disponující znalostmi není nástupcem příslušníka svobodných povolání z roku 1750 nebo 1900, je to potomek včerejšího zaměstnance, kvalifikovaného či nekvalifikovaného dělníka. Rozpor se vytváří mezi postavením pracovníka disponujícího znalostmi jako zaměstnancem a mezi tradicí, už není proletář ani dělník, protože vlastní svoji kvalifikaci, svoje znalosti a je placen za to, že své znalosti aplikuje, uplatňuje vlastní úsudek a bere na sebe odpovědné vedení za produkci.

## Historie produktivity
- Období instinktivního přirozeného poznání od dob prvních lidoopů, kteří si všímali, že z klíční kosti nebo stehenní kosti kostry je vhodný nástroj k vyhrabání, rozbíjení, rytí i zabíjení (názorně v episodě filmu S. Kubricka Vesmírná odysea, rok 2001, A. C. Clarke) až po období přirozeného znásobování produktivity práce dokonalejšími nástroji (zadržování a využití vody, zpracování kovů, vynález kola, atd).
- Období starověkých civilizací od staveb starověkého Egypta, Číny, sumerské civilizace po řeckou a římskou civilizaci.
- Období manufakturního zdokonalování: středověk, až novověk, vynález pluhu, knihtisku, atd.
- Období průmyslové revoluce: od cílených vynálezů parního stroje, využívání jednosměrného a dvousměrného el. proudu, žárovka, bezdrátový přenos, přechod od manufaktur na továrenskou masovou výrobu.
- Období informační revoluce: místo zboží a služeb se produkují a distribuují informace a myšlenky, resp. znalosti. S termínem znalostní obory přišel jako první princetonský ekonom Fritz Machlup.[7]

## Teorie produktivity
Protože se až začátkem průmyslové revoluce z čistě ekonomických důvodů začala teoreticky produktivitou zabývat ekonomie, později i sociologie a psychologie, existuje více teorií v historickém sledu 19. a 20. století.

### Teorie vědeckého řízení

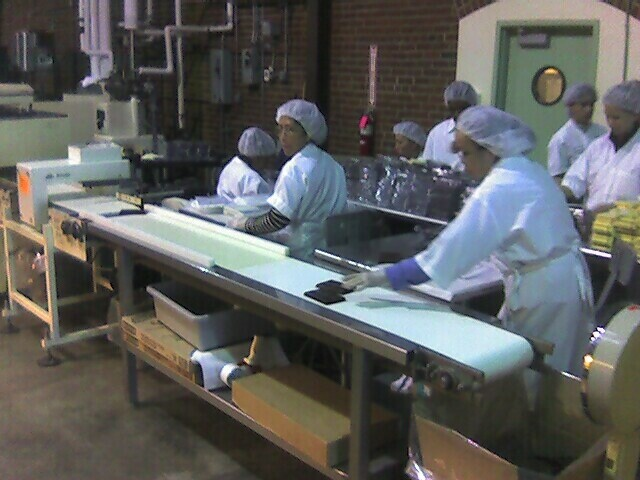
Pásová výroba do 60. let 20. století

Frederick Winslow Taylor zaobíral se produktivitou nekvalifikovaného dělníka, která pravděpodobně zvýšila při aplikaci jeho produktivitu stonásobně. Jeho pracovní studie pomocného dělníka Schmidta, zpracovaná v 1899, pojednávala o přehazování písku, kde rozložil jednotlivé pohyby dělníka na fáze a zdokonalil jejich provedení, čím umožnil dělníkovi pracovat rychleji a úsporněji. Celý proces byl zdokonalován až k výsledné produktivitě pásové výroby, kterou zavedl jako první americký výrobce automobilů Henry Ford a celý systém řízení se pojmenoval jako fordismus a pásová výroba jako aplikace produktivity se udržela až do začátků 60. let 20. století.

### Hawthornský efekt a vliv na teorii produktivity lidí
Série experimentů v letech 1924 až 1933 analyzovaných profesorem Eltonem Mayem je známá jako Hawthornské efekty. Pojem se uplatnil od roku 1955, kdy Henry A. Landberger analyzoval dřívější experimenty z let 1924–1932 ve Western Electric, Hawthornově továrně u Chicaga. Byly to série studií o produktivitě dělníků, kterým bylo v průběhu experimentů měněno různé množství podmínek jako úroveň osvětlení, mzda, čistota, čas na přestávky. Každá změna překvapivě vedla k růstu produktivity, i když se případně pak vrátila k původním podmínkám. Tak tomu bylo u jednotlivců i u skupin dělníků. Je zřejmé, že proměnné, kterými bylo manipulováno při experimentu, nebyly pouhými nebo dominantními příčinami změny produktivity. Dle interpretace E. Maya a jeho kolegů F. J. Roethlisbergera a W. F. Dicksona bylo podstatné, že dělníci měli pocit, že jsou hlouběji zapojeni do příčin zlepšení výkonů. O tom se teď mluví jako o Hawthornském efektu (Hawthorne effect). Experimenty prvně začaly kvůli zkoumání vztahu mezi produktivitou a pracovními podmínkami na konfrontující fyzikální a psychologické vlivy na pracovní místo (světlost, vlhkost) a přesunuly se na zkoumání psychologických aspektů (přestávky, napětí v skupině, tlak na práci, pracovní hodiny, vedení a řízení).
Zkoumání Hawthornského efektu spolu s experimenty F. Taylora otevřelo cestu pro novou oblast známou ve světě managementu jako průmyslová psychologie. V téhle oblasti se důraz klade na vliv skupinového chování a interpersonální komunikaci, a dále i na výzkum efektivity v souvislosti s časem a pracovním potenciálem pracovníků jako i všeobecnými faktory produktivity. Od šedesátých let se začal uplatňovat pojem řízení lidských zdrojů a důraz na produktivitu se přesunul na to, jak organizace řídí lidské zdroje.

### Škola lidských vztahů
Mezi prvními, kteří se teoreticky i prakticky zabývali produktivitou v ekonomice, byl George Elton Mayo, americko-australský psycholog a sociolog, zakladatel teorie managementu Škola lidských vztahů. Přišel na fakt, že zlepšení pracovních podmínek vede ke zvýšení produktivity práce. Pokud se skupina pracovníků podrobena tomuto systému vrátí zpět do horších podmínek, jejich produktivita zůstává i nadále stejná. Změnil tak průmyslovou teorii, začal se vytvářet vztah důvěry, sankce byly opuštěny a vyžadovala se odpovědnost pracovníka za svou práci. Produktivita je funkcí představ, které získáváme po práci. Zaměstnavatel se má chovat k podřízeným jako otec k dětem, např. zakladatel firmy Baťa Tomáš Baťa.

### Pracovní teorie hodnoty
Karl Marx ve své pracovní teorii hodnoty v díle Kapitál definoval, že pojem produktivity kapitálu odmítá jako případ jeho ztělesnění v produktivitě, a doporučil ji nahradit pojmy jako organické složení kapitálu a hodnota produktu práce. Ostrý rozpor, navržený Marxem pro produktivitu práce, je v pojmech vytvořeného fyzického výstupu a hodnoty nebo ocenění tohoto výstupu. Vysvětlil, že malý fyzický výkon neboli výstup může vytvářet velké hodnoty, zatímco veliký fyzický výstup může vytvářet jen malé hodnoty, což má přirozeně dopad na způsob produkování práce a muže být zvlášť odměňován na trhu. Byla-li navíc velká výstupní hodnota vytvářená lidmi, nemusí mít výstup nezbytně nic společného s jejich fyzickou prací.
Vysoká výstupní hodnota by mohla souviset víc s příznivým oceněním výstupů, které byly nebo budou obchodovány na trhu. Marx uváděl, že jenom soustředění na realizované hodnoty výstupů může proto při hodnocení produktivity vést k mylným závěrům. Ve všeobecnosti odmítl možnost, že pojem produktivita je úplně neutrální nebo nestranná z hlediska zájmů a norem různých společenských tříd. Přinejlepším se dá objektivně říci, že některé praktiky ve společnosti mohly být obecně považovány za více-méně produktivní, zejména když jde o zvýšení produktivity, bez ohledu na to, zdali je to skutečně pravda. Jinými slovy, produktivita byla vždy interpretována z určitého přesného úhlu pohledu. Je typické, že Marx navrhoval svoji kritiku z pohledu politické ekonomie, kde se zaměřil jenom na zisky rostoucí produktivity, a ne na zapojení lidských nákladů nebo nákladů vnějšího prostředí. Takto mohl Marx najít sympatie u proletářů i ludditů (rozbíječů strojů) a prezentoval kritický pojem míry vykořisťování lidské pracovní síly k vyrovnání obvyklého ekonomického pokroku vycházejícího z růstu produktivních sil práce.[zdroj?]
Nadhodnota (přebytková hodnota, angl. surplus value) je v pracovní teorii hodnoty přebytek hodnoty vyprodukované pracovní sílou nad rámec jí vyplacené mzdy. Je to hlavní pojem marxistické ekonomie, základ pro marxistický názor, že „pravý“ ekonomický systém může být dosažen, budou-li dělníci kontrolovat (řídit) proces výroby, a tak získají jejich nadhodnotu. Jako u mnoha marxistických teorií, i tato byla víc úspěšná jako politická doktrína než jako popis ekonomického procesu.
Pozdější ekonomické teorie marxistické ekonomie si více všímaly nadhodnoty a méně vlivu tvorby hodnot kvalifikovanou pracovní silou, a tedy vlivu znalostí na produktivitu. Až „objevení“ znalostí jako ekonomického zdroje produktivity umožnilo přehodnotit pracovní teorii hodnoty, protože skutečně se nadhodnota, nebo dodatečná hodnota (surplus value) ve výzkumu jeví jako důsledek zapojení znalostí a zproduktivnění znalostí v podniku.

### Produktivita průmyslového inženýra
Taylorovo vědecké řízení původně nevycházelo z myšlenky efektivity a úspor, jak se obecně tvrdí, už vůbec ne z cíle zajištění zisku pro zaměstnavatele. Vědecké řízení jako systematické studium práce řešilo otázku palčivého sociálního problému mezi pracovní sílou a kapitálem. Klíčem bylo, že není pravda, že jediným způsobem, jak více produkovat, je více a usilovněji pracovat. Klíčem k zvyšování produktivity práce byla chytřejší práce, tedy aplikování znalostí v práci. I ve své pracovní studii naučil pomocného dělníka rozložit si práci na jednotlivé fáze a pak jich zdokonalovat, využít svých dosavadních zkušeností a aplikovat nové znalosti, takže tím dosáhl toho, že vytvořil kvalifikaci, která nikdy dříve neexistovala, kvalifikaci prvního průmyslového inženýra, která spočívala na znalostech a ne jenom na zkušenostech. Pomocný dělník náhle začal být produktivní, kvalifikace mu umožnila vydělávat slušné peníze a byl předmětem veliké poptávky v dobách růstu ekonomiky. Takhle definovaný průmyslový inženýr vědeckého řízení se stal prototypem všech pracovníků disponujících znalostmi.

### Teorie produktivity znalostí
Teorii produktivity znalostí rozpracoval P. F. Drucker v díle Věk diskontinuity a Postkapitalistická společnost, rozvíjeli ji i japonští vědci Nonaka a Takeuschi a dnes je nedílnou součástí organizačního manažmentu v podnicích, management znalostí.
Důležitým principem je zproduktivnění znalostí, tedy využití způsobů, jak znalosti, které jsou formální, tedy explicitně definované ve formálním procesu vzdělávání a distribuování informací a znalostí, a především znalosti skryté (tacitní), které jsou vytvářeny zkušeností a schopnostmi člověka a jsou uložené v jeho hlavě a nevyslovitelné, nebo obtížně formovatelné, přinutit k tvorbě hodnot.
Na znalostní obory (knowledge industries) připadala v USA v roku 1955 jedna čtvrtina hrubého domácího produktu. Už tehdy to byl trojnásobek příslušného podílu domácího produktu, který USA vynaložila na sektor znalostí v roce 1900. Přesto však v roce 1965 představoval sektor znalostí jednu třetinu mnohem vyššího domácího produktu. Koncem 70. let na něj připadala jedna polovina úhrnného domácího produktu.
Fyzickým posunem k ověření této teorie v praxi bylo, že dříve se stroje a zařízení obklopovaly dělníky a pracovníky, v době informačních technologií se pracovník obklopuje technickými zařízeními a dělník stroji. Základním principem je produktivita znalostí, která umožňuje aby pracovník disponující znalostmi rozhodoval, kdy a jak který stroj a zařízení použít k tvorbě hodnot.
Znalost je proto tak produktivní, že její transakce se uskutečňují v duševní sféře, nepotřebují samy o sobě velké investice (ačkoli některé druhy znalostí se získávají jedině s pomocí vyspělé techniky (hightech), není třeba čekat na realizaci stavebních či technologických investic. Znalost má zvláštní účinek v produktivním procesu. Je to jediný zdroj, který se používáním nezmenšuje, neubývá, neničí. Naopak, při používání se nabaluje jako sněhová koule: přibírá další znalost a zvětšuje se.

## Paradox produktivity
Pod pojmem záhadný paradox produktivity se diskutuje zajímavý fenomén spojený s tím, že nárůst počtu počítačů zdaleka nevede k růstu produktivity práce. I když se využití informačních technologií (IT) rozšířilo na všechny oblasti života, „věk počítačů vidíte všude jenom ne ve statistikách produktivity“. Tenhle výrok se připisuje Robertu Solowovi, který v 1987 definoval rozpor mezi mírou investic do IT a hodnotami vstupů v hospodářství a hodnotami výstupů v ekonomice na národní úrovni a po něm se jmenuje Sollowův počítačový paradox produktivity. I když byly počítače rozšířeny do celé ekonomiky, nevznikly v produktivitě žádné viditelné výsledky.
Jednou z hypotéz je, že počítače jsou produktivní jenom za podmínky, že se produktivita měří v časové prodlevě a rozvíjejí se doplňkové kapitálové investice, které umožní plné využití počítačů. Jiná hypotéza tvrdí, že počítače produktivitu nezvyšují, protože k efektivnímu využití vyžadují čas vzácného lidského zdroje na vstupu. To znamená, že produktivita IT je spojená s produktivitou znalostí a bez zlepšení produktivity práce založené na znalostech nemá počítačová produktivita žádný reálný efekt.
I když může dnes velká koncentrace finančních prostředků za pomoci počítačů provádět operace, které by jinak nebyly běžně možné (a tomuto fenoménu se dnes říká globální finanční kapitál), velké koncentrace informací jsou už dnes schopné efektivně konkurovat velkému kapitálu, příklad OS Linux apod. Počítače ve spojení se znalostmi mají potenciál v průběhu příštích let zlomit moc kapitálu a překonat produktivitu kapitálu.

## Produktivita na národní úrovni
Míra produktivity se často používá na označení schopnosti země, jak využít svých lidských a hmotných zdrojů k vytváření hospodářského růstu země. Míra produktivity je klíčovým ukazatelem ekonomické výkonnosti země a proto je velikým zájmem porovnání v mezinárodním měřítku. OECD vydává výroční přehled ukazatelů produktivity, zahrnující jak práci tak i multifaktorové opatření produktivity.
Zdrojem růstu produktivity na národní úrovni jsou i dostupné technologie a know-how pro dosažení požadovaných výstupů v hospodářství, také způsoby, jakými jsou organizované zdroje v podnicích a v průmyslu. Průměrnou produktivitu země lze zlepšit, když se hospodářské subjekty v zemi přesunou k nejlepším dosažitelným technologiím a omezí nebo zruší provozy s nízkou produktivitou. Firmy mohou změnit své organizační struktury (základní funkce, dodavatelské vztahy, systémy řízení, pracovní smlouvy) za účelem lepšího využití nových technologií a měnících se tržních příležitostí. Průměrná národní úroveň produktivity může být ovlivněná pohybem zdrojů z odvětví s nízkou produktivitou do odvětví s vysokou produktivitou.

## Digitální nástroje na podporu produktivity
V dnešní době existuje spoustu multifunkčních aplikací, díky kterým zvládne uživatel organizovat nejen sám sebe své projekty, ale i celé týmy. Synonymem slova produktivita je efektivnost, kterou nám mohou digitální nástroje nabídnout. Mezi tyto digitální nástroje patří například Slack, Asana, Trello nebo Evernote. Také jsou zde multifunkční aplikace, které obsahují více platforem dohromady jako je Notion.  Díky digitálním nástrojům se dostáváme k celkové digitalizaci pracovního procesu. Samotná digitalizace procesů přitom zásadně mění pracovní podmínky a nároky na zaměstnance prakticky ve všech odvětvích podnikání od těžařství přes výrobu až po finanční služby.
Digitální nástroje:
- Notion
- Asana
- Trello
- Evernote
- Slack